# 有限位勢壘

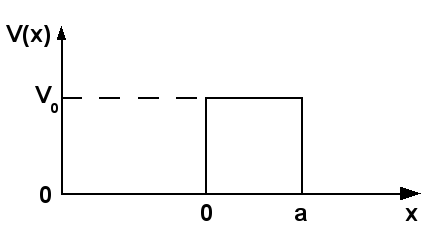
有限位勢壘是一種位勢。在壘外，位勢為 0 ，在壘內，位勢為有限值 ，壘寬為 。

在量子力學裏，有限位勢壘是一種位勢。在壘外，位勢為 0 ，在壘內，位勢為有限值 。有限位勢壘問題專門研討在這種位勢的作用中，一個粒子的量子行為。如圖右，最簡單的有限位勢壘是方形壘，壘高是一個常數。在這條目裏，只研討這種位勢壘。

位勢壘的透射機率 與 的關係。在這裏， 。經典力學答案用綠色虛線表示。量子力學答案用紅色實線表示。

通常，在經典力學裏，一維的有限位勢壘問題會設定一個粒子，從位勢壘的左邊，往位勢壘移動。假若，粒子的能量大於位勢壘的位勢。則這粒子，在經過位勢壘的時候，因為動能的轉換為位能，速度會降低，但方向不會改變。當移動至位勢壘外時，速度又會回復至原本值。假若，粒子的能量小於位勢壘的位勢，則在與位勢壘彈性碰撞之後，這粒子會改變方向，以同樣的速率，往回移動。粒子絕對無法存在於位勢壘內或越過位勢壘。
在量子力學裏，粒子的量子行為，是取決於其波函數。由於粒子沒有被有限位勢壘束縛，粒子的能量不是離散能量譜的特殊容許值，而是大於 0 的任意值，因此不需要求算粒子的能量。在這裏，主要研究的是粒子的一維散射 。這是一個很有意思的領域。假若，粒子的能量大於位勢壘的位勢。由於往位勢壘傳播的波函數，並不是完全地透射過位勢壘，仍舊有一部分反射回來。所以，反射的機率幅大於 0 ，粒子被反射回來的機率大於 0 。假若，粒子的能量小於位勢壘的位勢，雖然波函數會呈指數地遞減，在位勢壘內，機率幅仍舊大於 0 。所以，這粒子存在於位勢壘內的機率大於 0。不止這樣，機率幅在位勢壘外的另一邊也大於 0 。假若，位勢壘的位勢並不大大的超過粒子的能量，位勢壘的壘寬也並不很寬，則粒子穿越位勢壘的機率會是很顯著的，稱這效應為量子穿隧效應。透射的可能性，稱為透射係數；反射的可能性，則稱為反射係數。

## 定義

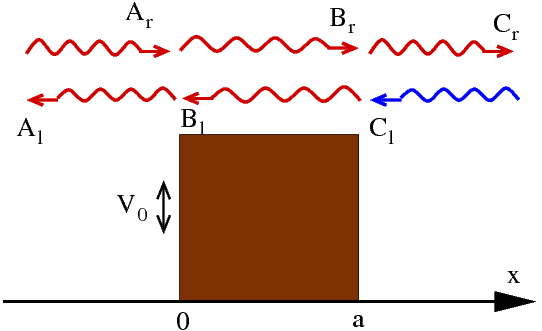
對於一個壘高為 的位勢壘的散射。往左與往右的量子波的波幅與方向都分別表示於圖內。用來計算透射係數與反射係數的量子波都以紅色表示。

一維有限位勢壘的壘寬為 {\displaystyle a\,\!} ，左邊壘壁與右邊壘壁的位置分別為 {\displaystyle x=0\,\!} 與 {\displaystyle x=a\,\!} 。壘外位勢為 0 。在垒壁，位勢突然升高為 {\displaystyle V_{0}\,\!} 。壘內位勢保持為 {\displaystyle V_{0}\,\!} 。這一維的位勢壘將整個一維空間分為三個區域：壘左邊，壘內，與壘右邊。在每一個區域內，對應著不同的位勢，描述粒子的量子行為的波函數 {\displaystyle \psi \,\!} 也不同，標記為：
{\displaystyle \psi _{L}\,\!} ：壘左邊，{\displaystyle x<0\,\!}（壘外區域），
{\displaystyle \psi _{C}\,\!} ：壘內，{\displaystyle 0<x<a\,\!}（壘內區域），
{\displaystyle \psi _{R}\,\!} ：壘右邊，{\displaystyle a<x\,\!}（壘外區域）。
這些波函數，都必須滿足，一維不含時間的薛丁格方程：
{\displaystyle -{\frac {\hbar ^{2}}{2m}}{\frac {d^{2}\psi }{dx^{2}}}+V(x)\psi =E\psi \,\!} ；(1)
其中，{\displaystyle \hbar \,\!} 是約化普朗克常數，{\displaystyle m\,\!} 是粒子質量，{\displaystyle x\,\!} 是粒子位置，{\displaystyle V(x)\,\!} 是位勢，{\displaystyle E\,\!} 是能量。

## 導引
在位勢壘分開的每一個區域內，位勢都是常數，粒子是
半自由粒子。薛丁格方程的解答可以寫為往左與往右的波函數的疊加。假若，{\displaystyle E>V_{0}\,\!}，猜這解答為
{\displaystyle \psi _{L}(x)=A_{r}e^{ik_{0}x}+A_{l}e^{-ik_{0}x}\,\!} ，　壘左邊， {\displaystyle x<0\,\!} ，(2)
{\displaystyle \psi _{C}(x)=B_{r}e^{ik_{1}x}+B_{l}e^{-ik_{1}x}\,\!} ，　壘內， {\displaystyle 0<x<a\,\!} ，(3)
{\displaystyle \psi _{R}(x)=C_{r}e^{ik_{0}x}+C_{l}e^{-ik_{0}x}\,\!} ，　壘右邊，{\displaystyle a<x\,\!} 。(4)
其中，{\displaystyle A_{r}\,\!} 、{\displaystyle A_{l}\,\!} 、{\displaystyle B_{r}\,\!} 、{\displaystyle B_{l}\,\!} 、{\displaystyle C_{r}\,\!} 、{\displaystyle C_{l}\,\!} 都是常數，下標 {\displaystyle r\,\!} 與 {\displaystyle l\,\!} 分別標記波函數往右或往左的方向。波數 {\displaystyle k_{0}\,\!} ，{\displaystyle k_{1}\,\!} 與能量的關係，分別為
{\displaystyle k_{0}={\sqrt {2mE/\hbar ^{2}}}\,\!} ，　壘左邊與壘右邊，(5)
{\displaystyle k_{1}={\sqrt {2m(E-V_{0})/\hbar ^{2}}}\,\!} ，　壘內。(6)
從波函數在 {\displaystyle x=0\,\!} 與 {\displaystyle x=a\,\!} 的邊界條件，可以求得常數。波函數與其導數必須滿足連續性：
{\displaystyle \psi _{L}(0)=\psi _{C}(0)\,\!} ，
{\displaystyle {\frac {d}{dx}}\psi _{L}(0)={\frac {d}{dx}}\psi _{C}(0)\,\!} ，
{\displaystyle \psi _{C}(a)=\psi _{R}(a)\,\!} ，
{\displaystyle {\frac {d}{dx}}\psi _{C}(a)={\frac {d}{dx}}\psi _{R}(a)\,\!} 。
將波函數的方程式 (2) 、(3) 、(4) ， 代入邊界條件的四個方程式，則可得到
{\displaystyle A_{r}+A_{l}=B_{r}+B_{l}\,\!} ，(7)
{\displaystyle ik_{0}(A_{r}-A_{l})=ik_{1}(B_{r}-B_{l})\,\!} ，(8)
{\displaystyle B_{r}e^{ik_{1}a}+B_{l}e^{-ik_{1}a}=C_{r}e^{ik_{0}a}+C_{l}e^{-ik_{0}a}\,\!} ，(9)
{\displaystyle ik_{1}(B_{r}e^{ik_{1}a}-B_{l}e^{-ik_{1}a})=ik_{0}(C_{r}e^{ik_{0}a}-C_{l}e^{-ik_{0}a})\,\!} 。(10)
假若，粒子的能量小於位勢，{\displaystyle E<V_{0}\,\!}，則 {\displaystyle k_{1}\,\!} 成為虛數，在壘內，波函數呈指數遞減。
在這裏，暫時不考慮，{\displaystyle E=V_{0}\,\!} ，粒子的能量等於位勢的狀況。稍後，會特別研討這狀況。
設定 {\displaystyle A_{r}=1\,\!}（粒子從左邊往位勢壘移動的波函數的波幅度），{\displaystyle A_{l}=r\,\!}（反射幅度），{\displaystyle C_{l}=0\,\!}（沒有粒子從右邊往位勢壘移動），{\displaystyle C_{r}=t\,\!}（透射幅度）。將這些變數的值代入方程式 (7) 、(8) 、(9) 、(10) ，則可得到常數 {\displaystyle B_{r}\,\!} 和 {\displaystyle B_{l}\,\!} 的關係方程式：
{\displaystyle B_{r}={\frac {k_{0}+k_{1}}{2k_{1}}}-{\frac {k_{0}-k_{1}}{2k_{1}}}\ r\,\!} ，(11)
{\displaystyle B_{l}=-{\frac {k_{0}-k_{1}}{2k_{1}}}+{\frac {k_{0}+k_{1}}{2k_{1}}}\ r\,\!} ，(12)
{\displaystyle B_{l}=-{\frac {k_{0}-k_{1}}{k_{0}+k_{1}}}e^{i2k_{1}a}\ B_{r}\,\!} 。(13)
將方程 (11) ， (12) 代入方程 (13) ，可求得反射幅度 {\displaystyle r\,\!} ：
{\displaystyle r={\frac {(k_{0}^{2}-k_{1}^{2})\sin(k_{1}a)}{(k_{0}^{2}+k_{1}^{2})\sin(k_{1}a)+i2k_{0}k_{1}\cos(k_{1}a)}}\,\!} 。(14)
將方程 (11) ， (12) ， (14) 代入方程 (9) ，可求得透射幅度 {\displaystyle t\,\!} ：
{\displaystyle {\begin{aligned}t&={\frac {2k_{1}}{k_{0}+k_{1}}}e^{-i(k_{0}-k_{1})a}B_{r}\\&={\frac {2k_{1}}{k_{0}+k_{1}}}e^{-i(k_{0}-k_{1})a}\left({\frac {k_{0}+k_{1}}{2k_{1}}}-{\frac {k_{0}-k_{1}}{2k_{1}}}r\right)\\&={\frac {i2k_{0}k_{1}e^{-ik_{0}a}}{(k_{0}^{2}+k_{1}^{2})\sin(k_{1}a)+i2k_{0}k_{1}\cos(k_{1}a)}}\\\end{aligned}}\,\!} 。
因為模型的對稱性，假若計算粒子從右邊往位勢壘移動的反射幅度 {\displaystyle r\,\!} 和透射幅度 {\displaystyle t\,\!} ，答案也會相同。

## 解答分析

### E<V0{\displaystyle E<V_{0}}
假若，粒子的能量小於位勢，{\displaystyle E<V_{0}\,\!}，則 {\displaystyle k_{1}\,\!} 變為虛數。設定 
{\displaystyle \kappa _{1}={\sqrt {2m(V_{0}-E)/\hbar ^{2}}}=k_{1}/i\,\!} 。 (15)
透射常數 {\displaystyle t\,\!} 的方程式為
{\displaystyle t={\cfrac {2k_{0}\kappa _{1}e^{-ik_{0}a}}{-i(k_{0}^{2}-\kappa _{1}^{2})\sinh(\kappa _{1}a)+2k_{0}\kappa _{1}\cosh(\kappa _{1}a)}}\,\!} 。
粒子穿越位勢壘的機率，稱為透射係數，又稱為透射機率，可以表達為
{\displaystyle T=|t|^{2}={\cfrac {4k_{0}^{2}\kappa _{1}^{2}}{(k_{0}^{2}+\kappa _{1}^{2})^{2}\sinh ^{2}(\kappa _{1}a)+4k_{0}^{2}\kappa _{1}^{2}}}\,\!} 。
將方程式 (5) ，(6) ，(15) 代入，可以得到透射機率 {\displaystyle T\,\!} 與 {\displaystyle E/V_{0}\,\!} 的關係方程式：
{\displaystyle T=|t|^{2}={\frac {1}{1+{\frac {V_{0}^{2}\sinh ^{2}(\kappa _{1}a)}{4E(V_{0}-E)}}}}}
雖然粒子的能量小於位勢，{\displaystyle E<V_{0}\,\!} ，透射機率大於 0 。這個效應，稱為量子穿隧效應，是無法從經典力學導引出來的。在壘外，透射機率以波數 {\displaystyle k_{0}\,\!} 振動。隔著位勢壘，透射機率隨著位勢壘壘寬而呈指數遞減。衰變長度是 {\displaystyle 1/\kappa _{1}\,\!} 。假若，位勢壘的壘寬大大地超過衰變長度，量子穿隧效應就會受到顯著地壓抑。

### E>V0{\displaystyle E>V_{0}}
假若，粒子的能量大於位勢壘壘高，{\displaystyle E>V_{0}\,\!}，則透射機率 {\displaystyle T\,\!} 與 {\displaystyle E/V_{0}\,\!} 的關係方程式為：
{\displaystyle T=|t|^{2}={\frac {1}{1+{\frac {V_{0}^{2}\sin ^{2}(k_{1}a)}{4E(E-V_{0})}}}}}
粒子的反射機率 {\displaystyle R\,\!} 大於 0 ：
{\displaystyle R=|r|^{2}=1-T\,\!} 。
在經典力學中，這是絕對不可能發生的事。實際上，這反射機率 {\displaystyle R\,\!} 隨著 {\displaystyle k_{1}a\,\!} 振盪。只有在 {\displaystyle E\gg V_{0}\,\!} 的極限，才會靠近經典力學的答案：{\displaystyle r=0\,\!} ，沒有反射。
當 {\displaystyle k_{1}a\,\!} 是 {\displaystyle \pi \,\!} 的整數倍的時候，粒子的透射機率等於 1 。粒子肯定地可以透射到位勢壘的另外一邊，就好像位勢壘完全不存在一樣。這現象可以在電子對於惰性氣體的散射實驗中觀測得到，又稱為冉紹耳-湯森德效應（Ramsauer-Townsend effect）。

### E=V0{\displaystyle E=V_{0}}
假若，粒子的能量等於位勢壘壘高，{\displaystyle E=V_{0}\,\!}，則薛丁格方程在壘內的解答不再是指數函數，而是線性函數：
{\displaystyle B_{1}+B_{2}x=\psi _{C}(x)\,\!} 。(16)
解析薛丁格方程的方法，與前面所述相同，就是匹配波函數，波函數的導數在 {\displaystyle x=0\,\!} 與  {\displaystyle x=a\,\!} 。常數的關係方程為：
{\displaystyle A_{r}+A_{l}=B_{1}\,\!} ，
{\displaystyle ik_{0}(A_{r}-A_{l})=B_{2}\,\!} ，
{\displaystyle B_{1}+B_{2}a=C_{r}e^{ik_{0}a}+C_{l}e^{-ik_{0}a}\,\!} ，
{\displaystyle B_{2}=ik_{0}(C_{r}e^{ik_{0}a}-C_{l}e^{-ik_{0}a})\,\!} 。
設定 {\displaystyle A_{r}=1\,\!}（粒子從左邊往位勢壘移動的波函數的波幅度），{\displaystyle A_{l}=r\,\!}（反射幅度），{\displaystyle C_{l}=0\,\!}（沒有粒子從右邊往位勢壘移動），{\displaystyle C_{r}=t\,\!}（透射幅度）。將這些常數代入上述四個方程式內，經過一番頗費工夫，但相當直接的運算後，可以得到透射係數 {\displaystyle T\,\!} 與反射係數 {\displaystyle R\,\!} ：
{\displaystyle T={\cfrac {1}{1+mV_{0}a^{2}/2\hbar ^{2}}}\,\!}。
{\displaystyle R={\cfrac {mV_{0}a^{2}/2\hbar ^{2}}{1+mV_{0}a^{2}/2\hbar ^{2}}}\,\!}。

## 應用
一維有限位勢壘問題，是一個簡單與抽象的理論問題。但是，它仍舊可以用來模擬許多實際的系統。例如，電導體的表面，時常會覆蓋著一層薄薄的氧化物。在電導體的內部，傳導電子可以自由的移動。可是，在兩個電導體的界面之間，由於這一層氧化物的阻礙，使得傳導電子的運動受到很大的影響。有限位勢壘問題可以用來模擬傳導電子從一個電導體穿越到另一個電導體的狀況，因而更加了解電流經過兩個電導體的物理內涵。
掃描隧道顯微鏡 (STM) 運作的物理原理是量子穿隧效應。在這裏，位勢壘是由 STM 的尖端與檢驗物體之間的間隔造成的。由於量子穿隧效應呈指數跟位勢壘壘寬有關，這儀器可以非常靈敏地感應到，檢驗物體表面的高低不平的變化。
Delta 位勢壘是另外一種很重要的位勢壘，可以視為一種特別的有限位勢壘。壘內位勢為狄拉克 Delta 函數，{\displaystyle V(x)={\frac {\lambda }{m}}\delta (x)} ，壘外位勢為 0 的位勢壘。所有在此條目導引出來的結果，都能夠應用於 Delta 位勢壘，只需要保持 {\displaystyle V_{0}a={\frac {\lambda ^{2}}{m^{2}}}\,\!} 不變，而同時取極限 {\displaystyle V_{0}\to \infty ,\quad a\to 0\,\!} 。

## 參閱
- 自由粒子
- 無限深方形阱
- 有限深方形阱
- 球對稱位勢
- Delta 位勢阱
- Delta 位勢壘